# Station Jesseren
Station Jesseren is een voormalig spoorwegstation langs spoorlijn 23 (Drieslinter-Tongeren) in Jesseren, een deelgemeente van de stad Borgloon.
Bij de opening van de lijn in 1882 was er enkel een stopplaats die vanuit het Station Piringen werd beheerd. De treinen stopten er enkel op de marktdag. Vanaf 1884 kwam er een dagelijkse dienstregeling. In 1886 werd de stopplaats opgewaardeerd tot spoorweghalte en in 1891 werd het een station met eigen beheer. Na de sluiting van de spoorlijn in 1957 werd het gebouw ingericht als een café. Tegenwoordig is het een woning.
Het goederenstation bediende de stroopfabriek "Grande Siroperie Limbourgeoise" die aan het stationsplein gevestigd was. De fabriek werd in 1999 afgebroken, het goederenstation is nog steeds aanwezig.

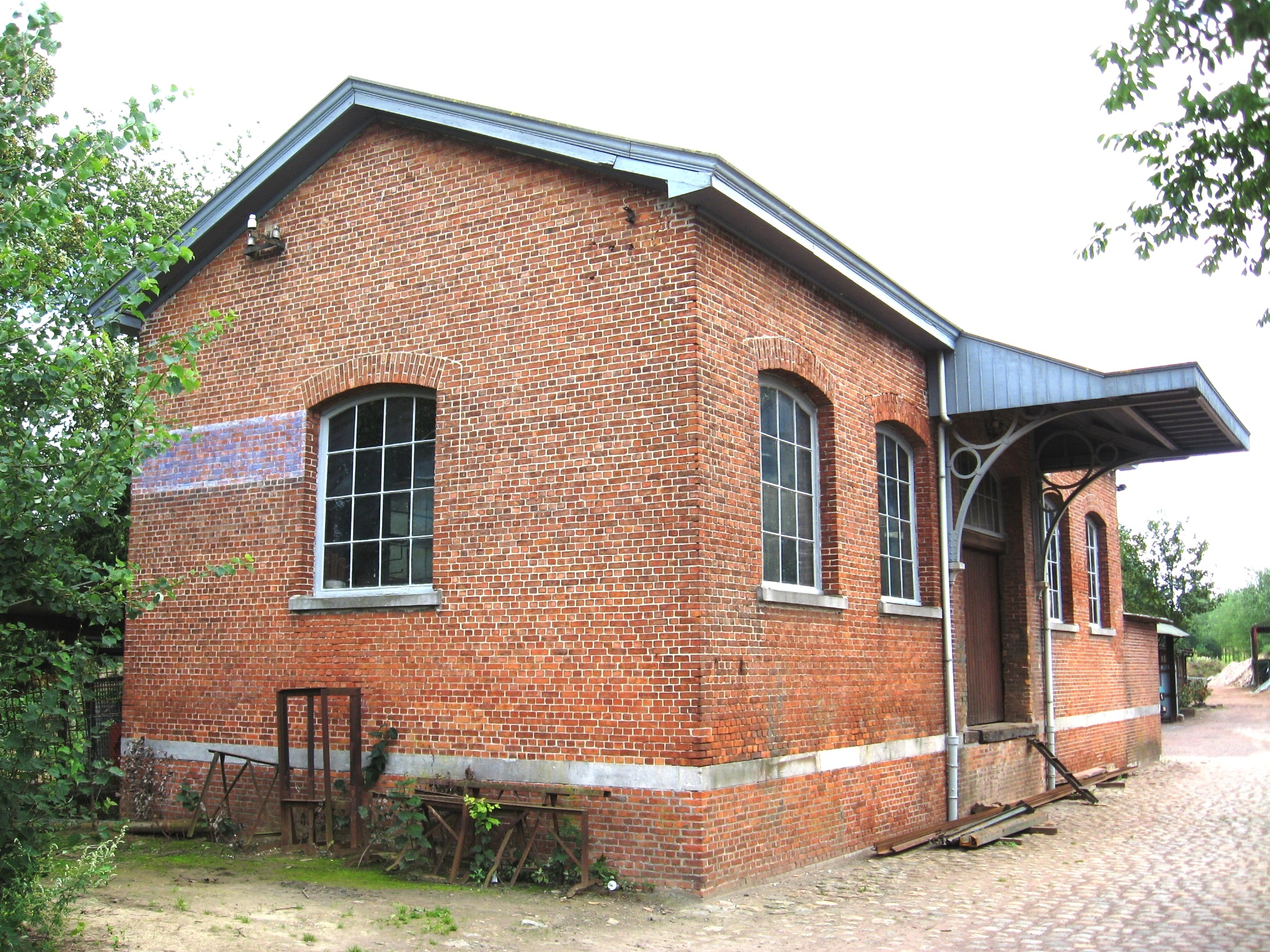
Voormalig goederenstation

0,0: Drieslinter ·
4,1: Zoutleeuw ·
7,0: Wilderen ·
9,9: Sint-Truiden ·
12,2: Melveren ·
13,1: Bernissem ·
15,4: Ordingen ·
18,7: Hoepertingen ·
22,0: Rullingen ·
22,6: Borgloon ·
24,3: Kerniel ·
27,3: Jesseren ·
28,9: Piringen ·
33,4: Tongeren